# Bernd Wunderlich (Fußballspieler)
Bernd Wunderlich (* 24. Februar 1957 in Stralsund) ist ein ehemaliger deutscher Fußballspieler. Er absolvierte ein Länderspiel in der DDR-Nationalmannschaft.

## Sportliche Laufbahn

### Gemeinschafts-, Club- und Vereinsstationen
Bernd Wunderlich begann seine Fußballerlaufbahn mit elf Jahren in der Kindermannschaft der Armeesportgemeinschaft Vorwärts Stralsund. Von 1976 bis 1982 spielte er in der DDR-Liga für die Stralsunder, die zu dieser Zeit zu den Spitzenmannschaften der Staffel A zählte. In den ersten Jahren wurde er als Mittelfeldspieler eingesetzt, spielte zum Schluss aber als Stürmer. Im Sommer 1982, nachdem er am Ende der Ligasaison 1981/82 mit der ASG noch an der Aufstiegsrunde zum ostdeutschen Oberhaus teilgenommen hatte und auch noch in der gemeinsamen Saisonvorschau von 'fuwo und Deutschem Sportecho als neuer Kapitän der Stralsunder im Kader für die Spielzeit 1982/83 notiert war, wurde Wunderlich zum zentralen Fußballclub der Armeesportvereinigung Vorwärts, dem FC Vorwärts Frankfurt/Oder, delegiert, der sich in den letzten Jahren stets im oberen Drittel der DDR-Oberliga platziert hatte. Auch in Frankfurt war Wunderlich als Stürmer vorgesehen und sollte langfristigen den 125-fachen Oberligaspieler Ralph Conrad, der nach Wunderlichs erster Saison an der Oder, in der er alle Spiele bestritten hatte, seine Karriere nach 38 Oberligatore für den FCV 1983 beendete, ersetzen.
Wunderlich spielte bis 1986 beim FC Vorwärts. Üblicherweise musste er eine Armeelaufbahn absolvieren, die ihn vom Obermeister bis zum Stabsobermeister führte. Sportlich stehen für ihn neben der Vizemeisterschaft in seiner Premierensaison bei den Frankfurtern 101 Oberligaspiele zu Buche, in denen er sieben Tore erzielte. Die magere Torausbeute war wohl der Anlass, dass Wunderlich zum Ende der Saison 1985/86 den FC Vorwärts verließ. Er schloss sich der DDR-Liga-Mannschaft der BSG Kernkraftwerk Greifswald an, wurde jedoch von der Rechtskommission des DFV wegen seines Wechsels für ein Jahr gesperrt. Nach dem Aufstieg der BSG KKW Greifswald aus der Bezirksliga 1985 verfolgte man das ehrgeizige Ziel des weiteren Aufstiegs in die Oberliga. Dieses Vorhaben konnte nicht realisiert werden, und nach Abschluss der Hinserie 1987/88 wechselte Wunderlich zum Oberligaaufsteiger F.C. Hansa Rostock. Er hatte sich inzwischen zum Mittelfeldspieler spezialisiert, und Hansa brauchte dringend einen Spielgestalter, denn die Mannschaft lag nach 13 Runden auf einem Abstiegsplatz. Wunderlich wurde in allen Spielen der Rückrunde eingesetzt und trug dazu bei, dass die Hanseaten am Ende der Spielzeit mit Platz 9 den Klassenerhalt sichern konnten. Auch in der folgenden Saison war Wunderlich in allen Punktspielen dabei und verhalf seiner Mannschaft zu einem guten 4. Platz. Nachdem er inzwischen das 32. Lebensjahr erreicht hatte, beendete er im Sommer 1989 seine Karriere als Erstligaspieler. In Rostock hatte er noch einmal 39 Oberligaspiele bestritten, sodass er insgesamt auf 140 Einsätze in der höchsten DDR-Spielklasse gekommen war.
Für eine Saison kehrte Wunderlich noch einmal zur BSG KKW Greifswald zurück, bei der er in der Saison 1989/90 in 26 von 34 Punktspielen der DDR-Liga eingesetzt wurde. Anschließend schloss er sich dem TSV 1860 Stralsund an, bei dem er im Winter 1990/91 seine aktive Fußballlaufbahn endgültig beendete.

### Auswahleinsätze
Im Verlauf des Jahres 1983 wurde Wunderlich in vier Qualifikationsspielen der DDR-Olympiaauswahl für das olympische Fußballturnier in Los Angeles eingesetzt. Der Boykott der Olympischen Sommerspiele 1984 durch die DDR brachte ihn um die Teilnahme an der Endrunde in den USA.
Am 16. Februar 1984 absolvierte er sein einziges A-Länderspiel, das in den Quellen aus dem Ost-Berliner Sportverlag ebenso als Olympiasauswahlbegegnung, von denen er insgesamt 15 zwischen 1982 und 1984 absolvierte, geführt wird. In der Begegnung zwischen Griechenland und der von Bernd Stange trainierten DDR-Elf in Athen wurde er in der 2. Halbzeit als Stürmer für den Dresdener Matthias Döschner eingewechselt.

## Trainerlaufbahn
Als Trainer blieb Wunderlich dem Fußball jedoch weiter erhalten. Bevor er 2009 das Männerteam der HSG Uni Greifswald übernahm, betreute er die Mannschaften von Tollense Neubrandenburg, Pommern Stralsund, Pasewalker FV und des Rostocker FC.
2016 wurde Wunderlich für eine Saison Trainer beim SV Waren 09.